# Agenzia nazionale per le nuove tecnologie, l'energia e lo sviluppo economico sostenibile
L'Agenzia Nazionale per le Nuove tecnologie, l'Energia e lo Sviluppo economico sostenibile (ENEA) (Agence nationale italienne pour les nouvelles technologies, l'énergie et le développement durable) est un établissement public de recherche italien, basé à Rome. L'histoire de l'ENEA est lieé à l'histoire de la politique énergétique italienne et, particulièrement, à l'histoire de la production de l'énergie nucléaire en Italie. 

## Histoire
En 1952, Felice Ippolito devient secrétaire général du Comitato Nazionale per le Ricerche Nucleari (CNRN), premier institut italien pour la recherche sur l'emploi civil de l'énergie nucléaire, devenu en 1960 le Comitato Nazionale per l'Energia Nucleare (CNEN). 
Le CNEN devient ENEA (acronymie qui signifiait Energia Nucleare e Energie Alternative ("Énergie Nucléaire et Énergies Alternatives") en 1982.
Les catastrophes nucléaires de Tchernobyl (1986) et Fukushima (2011) ont changé l'attitude de l'Italie envers la production de l'énergie nucléaire par deux référendums. Par conséquent, l'ENEA a récemment subi une restructuration, en considération de la politique énergétique du pays. 
L'ENEA est actuellement composée de quatre département qui s'occupe respectivement des technologies nucléaires, des technologies énergétiques, du développement durable et de l'efficacité énergétique.
Aujourd'hui l'ENEA est le deuxième plus grand établissement public de recherche italien, après le CNR, avec 2 500 salariés, dont environ 1 400 chercheurs.

## Centres et laboratoires de recherche
| \| Ispra Saluggia Bologne Santa Teresa Faenza Camugnano Frascati Casaccia Portici Foggia Brindisi Trisaia \| Localisation des centres. |
| Ispra Saluggia Bologne Santa Teresa Faenza Camugnano Frascati Casaccia Portici Foggia Brindisi Trisaia                                 |

- Laboratoire de recherche Ispra[1];
- Centre de recherche Saluggia[2];
- Centre de recherche Bologne (trois sièges)[3];
- Centre de recherche Santa Teresa (commune de Lerici)[4];
- Laboratoire de recherche Faenza[5];
- Centre de recherche Brasimone (commune de Camugnano)[6];
- Centre de recherche Frascati[7];
- Centre de recherche Casaccia (municipio XV de Rome)[8];
- Centre de recherche Portici[9], avec un siège aussi à Manfredonia (zone expérimentale de Monte Aquilone)[10];
- Laboratoire de recherche Foggia
- Centre de recherche Brindisi[11];
- Centre de recherche Trisaia (commune de Rotondella)[12].

L'ENEA est doté aussi de:
- 4 sièges périphériques (Gênes, Venise, Pise et Palerme)[13];
- 13 Centres de Conseil pour l'Énergie et l'Innovation (CCEI)[14];
- un bureau de représentance à Bruxelles[15].